# Ширгазиев, Альберт Наилович
Альбе́рт Наи́лович Ширгазиев (род. 3 января 1965, Пермь) — советский и российский хоккеист, вратарь; тренер вратарей. Мастер спорта.

## Биография
Альберт Наилович Ширгазиев родился 3 января 1965 года в городе Пермь Пермской области.
Воспитанник пермского хоккея. С 1985 по 1986 год[уточнить] проходил военную службу в команде «СКА» из Свердловска. В 1987 году вернулся в пермский «Молот». В 1989 году был приглашен в «Автомобилист» главным тренером команды Александром Асташевым. Выступая за екатеринбургский клуб вызывался в сборную России. В 1994 году выступал за сборную Урала на турнире в Северной Америке, сформированной на базе «Трактора» и «Автомобилиста». За сборную России на чемпионате мира 1994 года провёл два матча. С 1996 по 1997 выступал за магнитогорский «Металлург». Всего в сезоне 1996/97 Альберт Ширгазиев провёл 27 матчей в регулярном чемпионате и пропустил 52 шайбы. В плей-офф провёл 6 матчей и пропустил 13 шайб. С 1997 по 2001 год игрок челябинского «Мечела». С 2001 по 2002 год выступал за нижнетагильский «Спутник», где провёл 40 матчей и пропустил 86 шайб. В следующих сезонах Альберт Ширгазиев выступал за клубы высшей лиги: Мостовик (Курган), «Ижсталь» (Ижевск) и «Зауралье» (Курган).
Работал тренером вратарей екатеринбургского «Автомобилиста» (с июня 2008 года по 2013 года и с июня 2017 года по апрель 2019 года). С 2013 года по 2016 занимал аналогичный пост в краснодарской «Кубани», затем в «Спутнике» (Нижний Тагил).

## Достижения
- Участник чемпионата мира по хоккею с шайбой: 1994.
- Бронзовый призёр первенства СССР по хоккею с шайбой среди молодёжных команды 1984.

## Семья
Сын Артём Ширгазиев (род. 17 октября 1986, Пермь) — хоккеист. С 2010 года — видео-тренер ХК «Автомобилист».